# Dominique Raab
Dominique Raab Dezulovic (Chile, 7 de abril de 1965) es una jugadora chilena de voleibol. Se desempeñó la mayor parte de su trayectoria en Universidad Católica, club con el cual se coronó campeona en varias ocasiones, como en el Campeonato Nacional de: 1986, 1995, 1996, 1997, 1998, 1999 y 2001.
Fue elegida la mejor jugadora de su especialidad en cuatro ocasiones por el Club Deportivo Universidad Católica, años:  1995, 1997, 2001 y 2002.  Además, fue galardonada por la Asociación Las Condes y el Círculo de Periodistas Deportivos de Chile.
Fue integrante de la selección chilena de voleibol que participó en el Mundial de Perú en 1982.
En 1984 participó en el concurso de belleza Miss Chile, donde alcanzó el tercer lugar y el premio Miss Paula; debido a la fama adquirida, protagonizó un comercial para la marca de desodorantes Rexona.